# John Dudley, 1.º Duque de Northumberland
John Dudley (Londres, 1501/1504 - Londres, 22 de agosto de 1553) foi visconde Lisle, Conde de Warwick, Duque de Northumberland e Lorde Protetor da Inglaterra. 
Amigo de Henrique VIII, foi notável militar. Fez maiores progressos ainda sob seu filho Eduardo VI em 1547: achava o Protetor Somerset muito moderado. Intrigou contra a família dos Seymour. Esmagou a jacquerie de 1549, sendo o verdadeiro campeão da aristocracia de terras. Lutou pela monarquia absoluta, após vencer o Protetor em 1552. Sua ambição desmesurada o fez impopular. Foi executado em 22 de agosto de 1553.

## Casamento
Casou-se com Jane Guildford, de quem teve numerosos filhos:
- 1 - John Dudley (morto em 1554), Conde de Warwick, casado com Ana Seymour (morta em 1588), filha de Eduardo Seymour, Duque de Somerset e Ana Stanhope;
- 2 - Ambrose Dudley (morto em 1590), Conde de Warwick; casado com Ana Whorwood (morta em 1552), tendo um filho, também John Dudley; casou depois com Elizabeth Talboys e com Ana Russell (morta em 1603).
- 3 - Henrique Dudley, casado com Margarida Audley (morta em 1563); a qual casou por segunda vez com Thomas Howard (morto em 1572), Duque de Norfolk;
- 4 - Lord Guilford Dudley (executado em 12 de fevereiro de 1554 na Torre de Londres) o qual casou em 1553 com Lady Jane Grey;
- 5 - Robert Dudley ou Robert de Leicester Dudley (morto em 1588). O famoso favorito da Rainha da Inglaterra Isabel. Casado primeiro com Amy Robsart (morta em 1560); depois com Lettice Knollys (morta em 1634), filha de Francis Knollys e Catherine Carey, a qual casara antes com Walter Devereux, Conde de Essex e casaria depois com r Blount;
- 6 - Mary (morta em 1586) casada com Henry Sidney (morto em 1586);
- 7 - Catarina , casada com o Conde Henry of Huntingdon Hastings (morto em 1595).